# Perdu dans un centre commercial (technique)
Perdu dans un centre commercial est une technique d'implantation de mémoire utilisée pour démontrer que des histoires imaginaires sur des événements qui ne se sont jamais produits - comme celle d'avoir été perdue dans un centre commercial enfant - peut être créée à partir de suggestions faites aux sujets expérimentaux. Elle a été développée pour la première fois par Elizabeth Loftus et son étudiant de premier cycle, Jim Coan, dans le but d'affirmer qu'il est possible d'implanter des souvenirs totalement faux chez des personnes. La technique a été développée dans le cadre du débat sur l’existence de souvenirs refoulés et de faux souvenirs.